# مون سه یون
مون سه یون (کره‌ای: 문세윤؛ زادهٔ ۱۱ مه ۱۹۸۲) کمدین و مجری تلویزیونی اهل کره جنوبی است. او حرفهٔ خود در صنعت سرگرمی را به عنوان یک کمدین آغاز کرد. او اکنون زیر نظر کمپانی اف‌ان‌سی است.

## فیلم‌شناسی

### فیلم
| سال  | عنوان                  | نقش                   | توضیحات    |
| ---- | ---------------------- | --------------------- | ---------- |
| ۲۰۰۶ | آقای غیرعادی           | پرستار مدرسه          | حضور ویژه  |
| ۲۰۰۶ | مثل یک باکره           | پسر بزرگ ۱            |            |
| ۲۰۰۷ | ابراز عشق              | دی‌جی رادیو            | حضور ویژه  |
| ۲۰۰۷ | هلکتس                  | آرایشگر آه می         |            |
| ۲۰۰۸ | ریدیو دیز              | عضو حزب سیاسی ۳       |            |
| ۲۰۰۸ | پرنسس توانای من        | مردی در کلاب          |            |
| ۲۰۱۰ | فاکسی فستیوال          | دوک گو                |            |
| ۲۰۱۱ | انبردست پنی            | اپراتور               |            |
| ۲۰۱۳ | زندگی ناتمام: پیش‌درآمد | کیم دونگ شیک          | شخصیت اصلی |
| ۲۰۱۴ | شرور                   | دستیار آموزشی دانشگاه |            |
| ۲۰۱۶ | حس و حال روز           | تعمیرکار ماشین        |            |
| ۲۰۱۶ | نیم                    | پینک                  |            |
| ۲۰۱۶ | فمیلی‌هود               | انترتینر ایستگاه پخش  | حضور ویژه  |
| ۲۰۱۷ | شهر جعلی               | راوی مستند            | حضور ویژه  |

### مجموعه تلویزیونی
| سال  | عنوان                                               | نقش              | توضیحات               | منابع |
| ---- | --------------------------------------------------- | ---------------- | --------------------- | ----- |
| ۲۰۰۶ | فیل                                                 | لرد انتقام       |                       |       |
| ۲۰۰۸ | قهرمان                                              | آقای یون         |                       |       |
| ۲۰۰۸ | داستان جنگجوی سئول (서울무림전)                     | لی مان گی        |                       |       |
| ۲۰۰۸ | 환상기담                                            | یونگ مین         |                       |       |
| ۲۰۱۳ | ام‌بی‌سی دراما فستیوال - بقا در آفریقا                | پارک اون سونگ    |                       |       |
| ۲۰۱۳ | درامای ویژه کی‌بی‌اس - زندگی مشترک عجیب (기묘한 동거) | ساکن اتاق ۵۰۴    | نقش کوتاه             |       |
| ۲۰۱۴ | چو یونگ                                             | فیلم‌بردار        | بازیگر مهمان (قسمت ۲) |       |
| ۲۰۱۵ | می‌سنگ‌مول                                            | مدیر عامل اجرایی | نقش مکمل              |       |
| ۲۰۱۵ | عصر سوپرمن                                          | مون سه یون       | حضور ویژه             |       |
| ۲۰۱۵ | نهایت درهم شکستگی                                   | جانگ سه یون      | نقش مکمل              |       |
| ۲۰۱۶ | یک پایان شاد دیگر                                   | کوپید            | حضور ویژه             |       |
| ۲۰۱۶ | روی قلبت کلیک کن                                    | راننده اتوبوس    | نقش کوتاه             |       |
| ۲۰۱۶ | سیندرلا و چهار شوالیه                               | مدیر فروشگاه     | حضور ویژه (قسمت ۱–۲)  |       |
| ۲۰۱۹ | کرانچی یونگ ئه ۱۷                                   | شمن استیشن       | حضور ویژه (قسمت ۱)    |       |
| ۲۰۲۰ | کارآموز تازه‌کار                                     | آقای پارک        | حضور ویژه (قسمت ۲۳)   |       |
| ۲۰۲۰ | استارت آپ                                           | گارد امنیت       | حضور ویژه (قسمت ۷)    | [ ۶ ] |